# Opéra révolutionnaire coréen

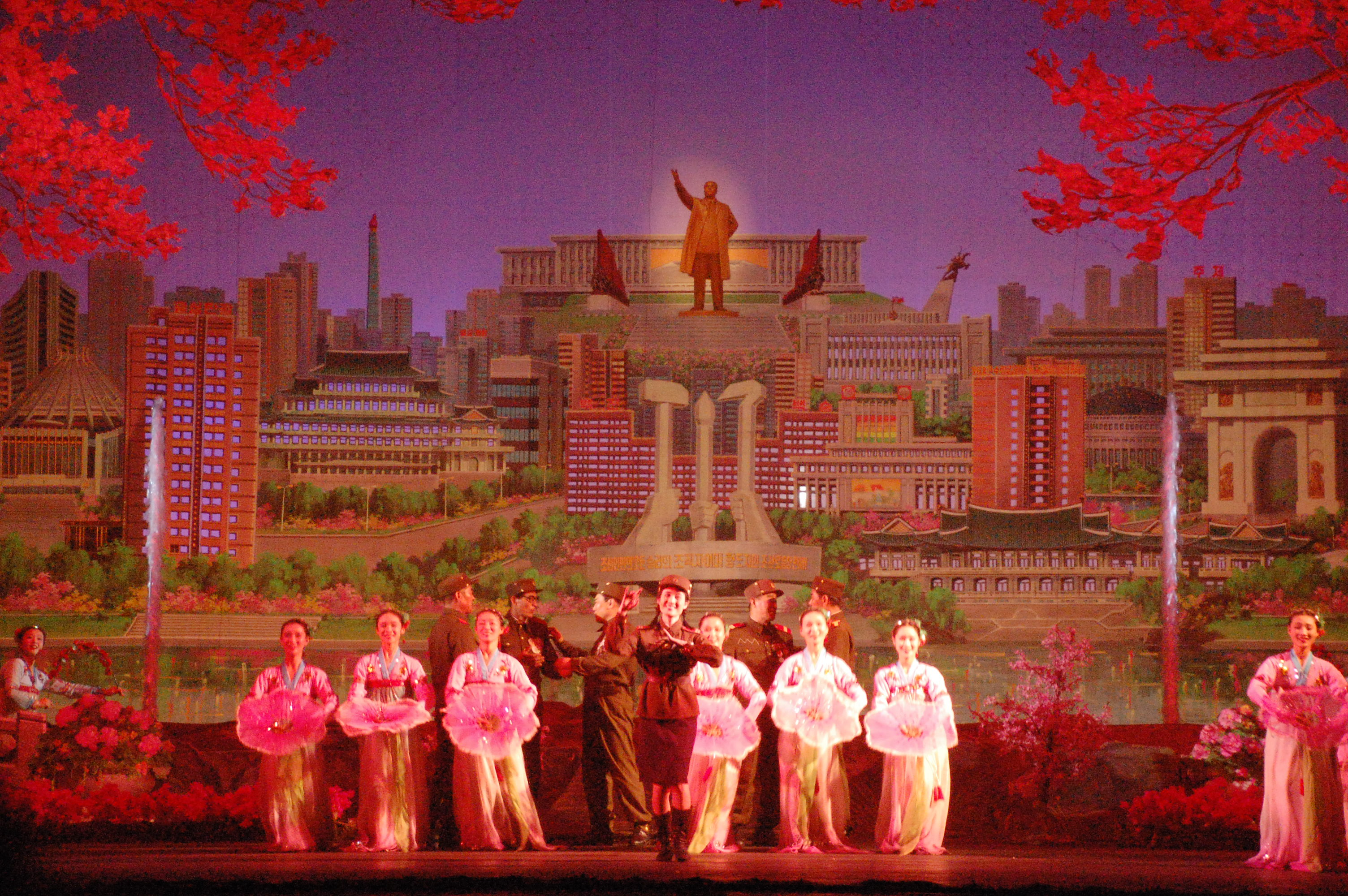
Opéra à Pyongyang.

L'opéra révolutionnaire coréen (hangeul : 혁명가극) est la forme traditionnelle de l'opéra révolutionnaire présent en Corée du Nord et basé sur celui de la Chine durant la révolution culturelle. Il se caractérise par un style très mélodramatique et les thèmes récurrents du nationalisme coréen et de la glorification du socialisme, de la dynastie Kim, et de la classe ouvrière, ainsi que sur les thèmes du réalisme socialiste en général. Les compositeurs de l'opéra révolutionnaire nord-coréen sont employés par le gouvernement de la Corée du Nord et ses principes fondamentaux suivent les indications de Kim Jong-Il citées dans son discours Sur l'art de l'opéra (plus tard publié en livre).

## Histoire

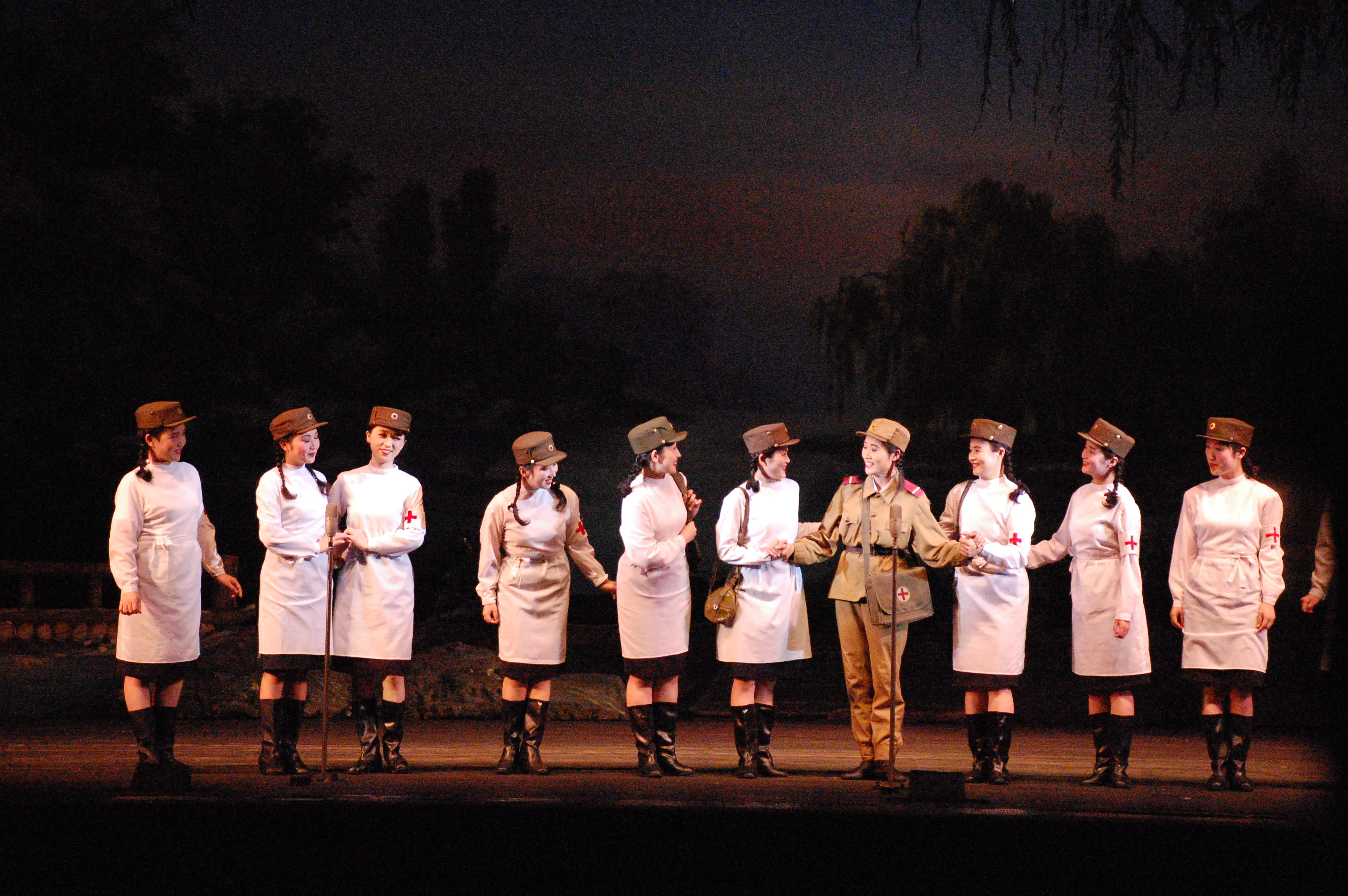
Opéra nord-coréen.

L'opéra révolutionnaire nord-coréen est précédé historiquement de l'apparition de chansons de propagande à l'idéologie juche louant Kim Il-sung et la nation, qui elles-mêmes avaient remplacé le pansori – l'art coréen du récit chanté. L'opéra révolutionnaire nord-coréen est fortement influencé par la forme originelle de l'opéra révolutionnaire apparu en Chine durant la révolution culturelle, par exemple par des œuvres telles que La Prise de la montagne du tigre par la stratégie et La Légende de la lanterne rouge. L'expert de la Corée du Nord, Alzo David-West, écrit que « Trois des prétendues innovations nord-coréennes de son théâtre musical réaliste nationaliste sont les mises en scène dynamiques en trois dimensions, les chansons de stance basées sur la musique folklorique et le pangchang (chœur hors scène), qui, dans la mode anti-brechtienne, construit des émotions entre les personnages et les spectateurs et contrôle l'interprétation des événements par le public. Cela apparaît dans l'opéra révolutionnaire maoïste ». Cependant, l'opéra révolutionnaire nord-coréen diffère de plusieurs façons, notamment par l'utilisation d'instruments traditionnels coréens aux côtés d'orchestres occidentaux, et permet de mettre en scène le romantisme de l'amour et les éléments surnaturels ou magiques, tous deux interdits dans la Chine de la révolution culturelle.
Le premier opéra révolutionnaire de Corée du Nord, Mer de sang, est interprété pour la première fois au Grand Théâtre de Pyongyang en juillet 1971. Kim Il-sung est crédité en tant qu'auteur et Kim Jong-il en tant que producteur. L'opéra est considéré comme l'exemple type de l'opéra révolutionnaire nord-coréen, et de nombreux textes nord-coréens font référence à l'opéra révolutionnaire comme étant de « style Mer de sang ». La pièce est adaptée au cinéma en 1969 dans un film du même nom. Kim Il-sung affirme l'avoir écrit avec ses camarades d'une unité de guérilla du Parti communiste chinois pendant la lutte contre les Japonais en Mandchourie, et l'aurait mise en scène de façon improvisée dans un village récemment libéré comme une forme de propagande anti-colonialiste. La véracité de cette revendication est cependant contestée en raison de la difficulté de trouver des informations précises sur la jeunesse de Kim Il-Sung et sa carrière dans la guérilla.
Mer de sang est suivi par les autres « Cinq grands opéras révolutionnaires » : La Fille aux fleurs, Dis-le, toi, forêt !, Une Véritable fille du Parti, et Le Chant des monts Kumgang. Ces cinq pièces sont jouées régulièrement au grand théâtre de Pyongyang depuis leurs débuts respectifs, et Mer de sang et La Fille aux fleurs plus de 1000 fois chacune.
L'opéra révolutionnaire prospère en Corée du Nord tandis que Kim Jong-il commence à prendre en charge plusieurs secteurs du pays, en particulier ses programmes artistiques et de propagande. En septembre 1974, Kim Jong-il donne un « discours aux travailleurs créatifs du domaine de l'art et de la littérature » appelé Sur l'art de l'opéra, dans lequel il décrit les principes importants de l'opéra nord-coréen selon le régime. D'après Kim, c'est parce que l'opéra combine la musique, la danse, la poésie et le théâtre qu'il « constitue un critère d'évaluation du niveau d'un pays ». Un bon opéra révolutionnaire doit ainsi refléter son époque et être guidé « strictement par des principes révolutionnaires ». L'opéra révolutionnaire doit également toucher le public dans sa sensibilité et être composé de mots et de musique poétiques.
De nouveaux opéras inspirés des cinq grands opéras révolutionnaires continuent d'être produits en Corée du Nord. Les opéras joués en dehors de la Corée du Nord, comme Mer de sang ou La Fille aux fleurs, sont devenus très populaires en Chine. Mer de sang est par exemple joué de nombreuses fois lors d'une tournée de deux mois en Chine de mai à juillet 2010.

## Caractéristiques

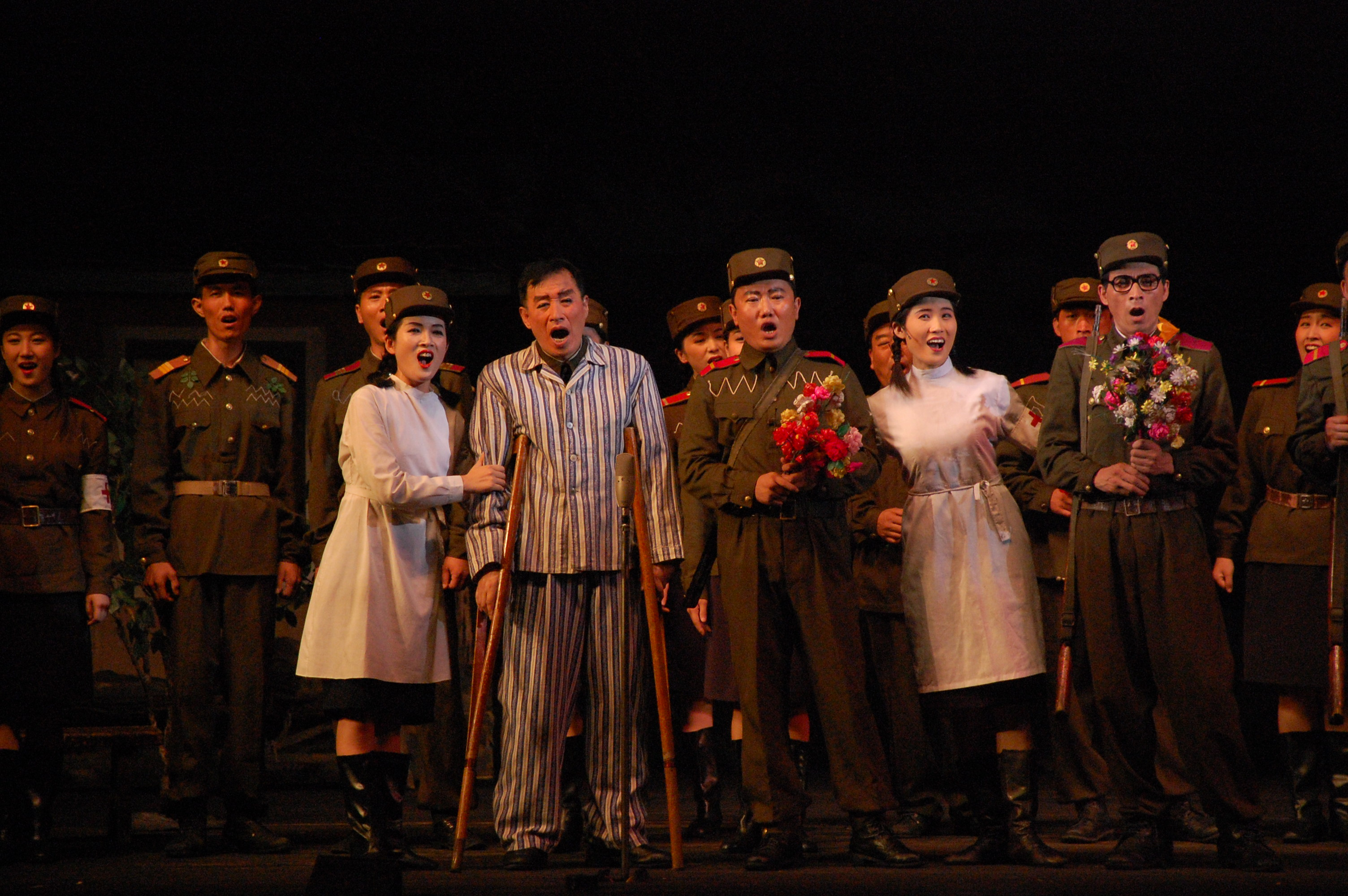
Opéra nord-coréen.

Les scénaristes, acteurs et metteurs en scène de l'opéra révolutionnaire nord-coréen, sous la direction de Kim Il-sung et Kim Jong-il, sont chargés de produire un style purement nord-coréen et distinctement différent des œuvres antérieures. Selon Kim Jong-il, « le style de fonctionnement de la féodalité ou du capitalisme ne peut pas servir à la création d'opéras pour la classe ouvrière qui construit maintenant le socialisme et le communisme, et l'imitation de choses étrangères ne peut pas non plus aider à produire des opéras qui répondent aux goûts esthétiques et aux sentiments de notre peuple ».
L'opéra révolutionnaire nord-coréen, étant une forme de réalisme socialiste, traite exclusivement de sujet politique, exalte les vertus du prolétariat ouvrier, et glorifie la lutte communiste et la grandeur de la dynastie Kim. La plupart sont définis dans les années entourant la création du pays - soit durant l'occupation japonaise de la Corée, soit durant la guerre de Corée. Les chansons de l'opéra révolutionnaire nord-coréen, contrairement à celles de l'opéra occidental, utilisent les stances, les mélodies principales étant souvent répétées. Cela correspond aux objectifs de l'opéra nord-coréen qui est d'être un « véritable art pour le peuple» comme Kim Jong-il la décrit dans Sur l'art de l'opéra. Pour que l'opéra soit en mesure de toucher le maximum de personnes, dans toute la Corée du Nord et au-delà, les chansons doivent être facilement retenables et « composées de telle manière que n'importe qui puisse les comprendre et les chanter », selon Kim.
Au centre de l'opéra révolutionnaire nord-coréen se trouve également le pangchang, le chœur hors scène, qui sert à décrire la situation des personnages et leurs pensées et sentiments les plus intimes. Par exemple, dans Mer de sang, le pangchang La mère apprend à lire et à écrire est chanté depuis les coulisses car l'actrice jouant la mère est sur scène en train d'exécuter les actions décrites. La chanson commente l'action et chante les louanges de la mère en tant qu'héroïne idéale communiste et nord-coréenne. Kim Jong-il décrit le pangchang comme un « moyen de représentation puissant qui n'est pas présent dans les opéras du passé », mais l'origine du pangchang est contestée, car des chercheurs comme Alzo David-West ont trouvé des cas similaires dans l'opéra révolutionnaire maoïste, ainsi qu'un précédent évident dans les chœurs de la tragédie grecque classique.
L'opéra révolutionnaire nord-coréen fait beaucoup usage de la dance ainsi que du chant, avec des représentations qui incorporent souvent des chorégraphies élaborées dans les scènes les plus importantes pour montrer à la fois l'action sur scène et les sentiments des personnages. Ces danses sont généralement basées sur la longue tradition des danses folkloriques coréennes, l'un des rares exemples d'une tradition populaire qui est resté relativement intact depuis la formation de la Corée du Nord.
Les décors et les arrière-plans doivent être réalistes et en relief, et sont généralement somptueux et élaborés, évitant l'abstraction pour la reproduction des éléments de la vie réelle. Cependant, les décors doivent non seulement être une approximation réaliste du lieu où se déroule la scène, mais aussi « décrire la personnalité du personnage vivant et travaillant dans cette société », selon Sur l'art de l'opéra. Les mêmes principes sont appliqués au maquillage, aux accessoires, et aux costumes.
L'opéra révolutionnaire nord-coréen est généralement interprété avec un mélange d'instruments classiques occidentaux et d'instruments traditionnels coréens (en), un style baptisé « orchestre combiné » (paehap kwanhydnak). Dans ce cas, il est important que les instruments coréens prennent le pas sur les occidentaux, afin d'assurer un opéra plus coréen et de rester alignés sur les valeurs de l'idéologie juche.

## Les cinq grands opéras révolutionnaires
Ces opéras révolutionnaires (« classique immortels ») auraient été conçus par Kim Il-sung.
Kim Jong-il a dirigé quatre opéras La Jeune Bouquetière, Une véritable fille du parti, Dis-le, toi, forêt, Le Chant des monts Kumgang.

### Mer de sang
L'opéra révolutionnaire nord-coréen le plus célèbre, Mer de sang, dramatise la lutte d'une mère coréenne et de sa famille dans la Mandchourie des années 1930 occupée par les Japonais et où Kim Il-sung mène des actions de guérilla. La famille connait de nombreuses horreurs sous le régime japonais avant de rejoindre la révolution communiste et de combattre ses oppresseurs. Le titre se réfère aux actions de l'armée japonaise que le héros décrit comme ayant « transformé le pays en mer de sang ».

### La Fille aux fleurs
La Fille aux fleurs a également lieu pendant l'occupation japonaise dans les années 1930, mais cette fois-ci en Corée et non en Mandchourie. Cet opéra raconte l'histoire d'une pauvre vendeuse de fleurs et de sa lutte contre un propriétaire avide, qui est finalement renversé par la population. Il a également été adapté au cinéma.

### Dis-le, toi, forêt!
Dis-le, toi, forêt ! est l'histoire de Choe Byong-hung, un révolutionnaire prétendant servir les Japonais pendant l'occupation, mais qui subit la colère des habitants de son village qui trouvent sa tromperie trop convaincante. Sa fille se suicide pour ne plus être la « fille du chef d'un village de marionnettes », après quoi Choe attire les forces japonaises dans un piège dans lequel il périt également.
Dis-le, toi, forêt ! est critiqué par Kim Jong-il dans Sur l'art de l'opéra car son héros meurt avant d'assister à la victoire, en plus du « modèle dépassé » de l'utilisation exclusive de la chanson, et non d'un mélange de chants et de dialogues.

### Une Véritable fille du Parti
Une Véritable fille du Parti se déroule pendant la guerre de Corée et raconte l'histoire de Kang Yong-ok, une infirmière et une femme de soldat dans la lutte contre les forces américaines sous la bannière de l'armée populaire de Corée. Le thème principal, Cher Général, où êtes-vous ?, est un péan pour le général Kim Il-sung (Kim Jong-il aurait lui-même composé la pièce).

### Le Chant des monts Kumgang
Se déroulant de nouveau durant et après l'occupation japonaise, Le Chant des monts Kumgang raconte l'histoire d'une famille séparée pendant l'occupation qui se retrouve vingt ans plus tard et vit joyeusement sous le nouveau système communiste. Selon la description de la Corée du Nord, l'« opéra représente la métamorphose des montagnes, alors considérées comme sans valeur durant l'oppression japonaise, en paradis du peuple par la représentation de la vie joyeuse des filles y habitant et l'expérience personnelle du héros Hwang ».